# La Lira Ampostina

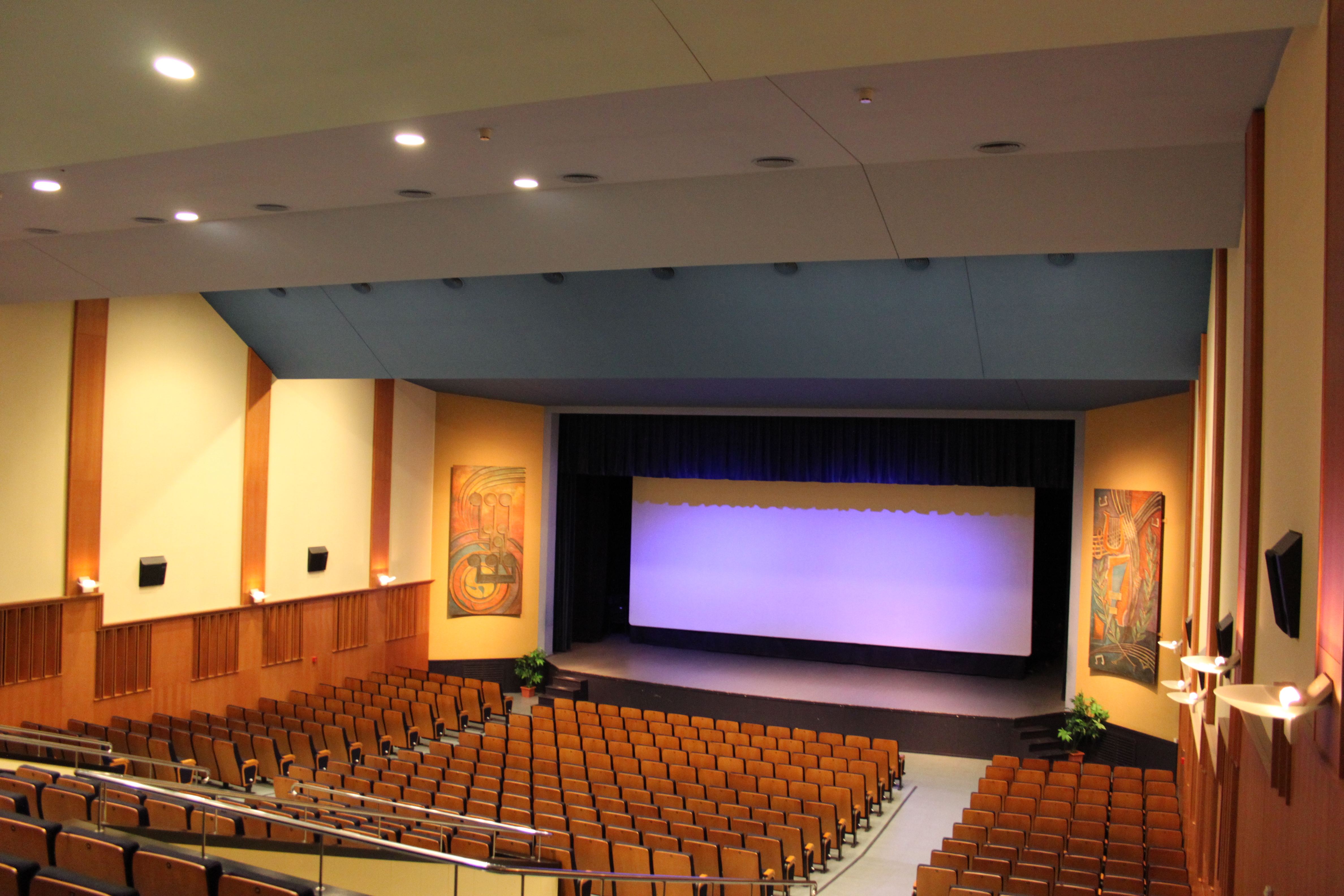
Auditori

La Lira Ampostina és una societat musical, fundada l'any 1916 a Amposta, ubicada al centre de la població.
L'escola i Centre de Grau Professional d'estudis musicals de la Societat Musical La Lira Ampostina son reconeguts per la Generalitat de Catalunya.

## Escola
L'escola i Centre Professional de música ofereix estudis musicals reglats i no reglats amb una àmplia varietat d'instruments i conjunts.

## Espais
L'edifici de La Lira Ampostina es va construir l'any 1940 amb una ubicació privilegiada, al centre d'Amposta.
Amb una superfície de més de 4.400 metres quadrats, està constituït per l'escola i centre professional d'estudis musicals, l'auditori-teatre, l'auditori de l'escola, una sala polivalent i una cafeteria.

## Història
L'any 2001, La Lira actua a Landau, tot portant a terme un intercanvi amb músics de l'Escola de Música d'aquesta ciutat alemanya. Aquest mateix any s'actua, per sisena vegada, al Palau de la Música de Barcelona. A l'octubre, la Banda és convidada per la Confederación Nacional de Sociedades Musicales a participar en el VII Festival de Bandes de Música. La Lira acudeix al Palau de la Música de València en representació de Catalunya i comparteix escenari amb la banda de música de la Federació Valenciana. L'edició d'aquest concert donaria com a fruit el tercer CD de La Lira, ‘Conseqüències'.
El 2003, la banda presenta el quart CD, ‘Música popular i tradicional a Catalunya'.